# سیتا رام گوئل
سیتا رام گوئل (۱۶ اکتبر ۱۹۲۱–۳ دسامبر ۲۰۰۳) مورخ، فعال مذهبی و سیاسی، نویسنده و ناشر هندی بود که به دلیل مشارکت‌های تأثیرگذار خود در ادبیات مربوط به هندوئیسم و ناسیونالیسم هندو در اواخر قرن بیستم شهرت داشت. کار او به دلیل تعصبش نسبت به ناسیونالیسم هندو و نقد سایر ادیان، به ویژه اسلام و مسیحیت، بحث‌برانگیز بوده‌است.
گوئل در دوره بعدی فعالیت خود نقش مفسری در مورد سیاست هند را به خود گرفت و حرف‌هایش را آشکارا با ناسیونالیسم هندو هماهنگ می‌کرد. این موضع بحث و بررسی قابل توجهی را در میان محققان و ناظران جامعه و سیاست هند ایجاد کرد.

## زندگی

### اوایل زندگی
سیتا رام گوئل در سال ۱۹۲۱ در یک خانواده هندو در پنجاب به دنیا آمد. هر چند دوران کودکی او در کلکته سپری شد. خانواده‌اش به سری گاریبداس، قدیس نیرگونا که قابل مقایسه با کبیر و ناناک است، به عنوان قدیس حامی خود می‌نگریستند و آیات گرانت صاحب اغلب در خانه آن‌ها خوانده می‌شد.
گوئل در سال ۱۹۴۴ در رشته تاریخ از دانشگاه دهلی فارغ‌التحصیل شد. او در دوران دانشجویی یک فعال اجتماعی بود و در روستای خود در یکی از اشرام هاریجان کار می‌کرد. همدردی او با آریه ساماج، هاریجان‌ها و جنبش آزادی هند، همراه با حمایت قوی او از مهاتما گاندی، او را با بسیاری از مردم روستایش درگیر کرد. گوئل همچنین صحبت کردن و نوشتن به سانسکریت را در این دورهٔ دانشگاه آموخت.

## آثار

### نگاه هندوی مسیحیت و اسلام (۱۹۹۳)
در سال ۱۹۹۳ ، سید شهاب‌الدین، نماینده مجلس، که در سال ۱۹۸۸ خواستار ممنوعیت آیات شیطانی شده بود، خواستار ممنوعیت کتاب دیدگاه هندوی مسیحیت و اسلام رام سواروپ نیز شد. گوئل و سواراپ مخفی شدند، زیرا می‌ترسیدند دستگیر شوند. دادگاه وثیقه را پذیرفت و نویسندگان از مخفیگاه بیرون آمدند. آرون شوری و کی.اس. لعل به این ممنوعیت اعتراض کردند.

### دست مرده اسلام اثر کالین مین
در سال ۱۹۸۶، گوئل مقاله کالین مین به نام «دست مُردهٔ اسلام» را تجدید چاپ کرد . برخی از مسلمانان یک پرونده جنایی علیه گوئل گشودند و خواهان مجازاتش شدند.
قاضی گوئل را تبرئه کرد و به پرونده قبلی دادگاه "1983 CrLJ 1446" ارجاع داد. قاضی در بحث خود در مورد اهمیت آن سابقه گفت: «اگر چنین بحثی پذیرفته شود، روزی فرا می‌رسد که هر قسمت از تاریخ که برای دین خاصی ناخوشایند است، باید در سردخانه نگهداری شود به این بهانه که انتشار چنین تاریخی جرم است و طبق بند 153A قانون مجازات قابل مجازات است. دامنه S-153A را نمی‌توان تا این حد که به پاک کردن تاریخ بینجامد بسط داد. ملتی که تاریخ خود را فراموش کند به مرور زمان اصلاً تاریخ نخواهد داشت. در صورت اقدام طبق بندهای فوق، عمل وی باید به عنوان یک عمل سرکشانه تلقی شود.»

### طومار قرآن کلکته
گوئل کتابی به نام طومار قرآن کلکته به همراهی چاندمال چوپرا نوشت و در سال ۱۹۸۶ منتشر کرد. در ۳۱ اوت ۱۹۸۷، چوپرا به دلیل انتشار کتاب با گوئل توسط پلیس دستگیر شد و تا ۸ سپتامبر در بازداشت نگهداری شد. گوئل برای جلوگیری از دستگیری فرار کرد. گوئل در این کتاب به سوابق شکایت‌هایی که تنظیم کرده‌است تا قرآن یک کتاب ممنوعه شود، پرداخته است. او در این کتاب عدم تطابق قرآن با قوانین ممنوعیت نشر کتاب‌هایی که تفرقه‌افکنانه باشند را برمی‌شمارد و می‌گوید همین قوانین باعث سانسور کتاب‌های منتقد اسلام می‌شوند.

### معابد هندو: چه اتفاقی برای آن‌ها افتاد؟
در نوامبر ۱۹۹۰ در اوتار پرادش درخواست شد که کتاب معابد هندوها: چه اتفاقی برای آن‌ها افتاد ممنوعه شود.

## میراث
الست از گوئل به عنوان یک «کشاتریای روشنفکر» نام می‌برد. دیوید فراولی دربارهٔ گوئل گفت که او «بزرگترین کشاتریای روشنفکر هند مدرن» و «یکی از مهم‌ترین متفکران هند در دوران پس از استقلال» است. به گفته فراولی، «سیترام از دیدگاه عقل گرایانه قوی پیروی می‌کرد که حقیقت را حتی به خاطر ادب به خطر نمی‌انداخت. سخت‌گیری فکری او در محافل هندو کاملاً بی نظیر است…»